# Gerald Brettschuh
Gerald Brettschuh (* 8. April 1941 in Arnfels) ist ein österreichischer Maler und Grafiker und lebt in Arnfels in der Südsteiermark.

## Leben
Gerald Brettschuh wurde in Arnfels geboren, besuchte dort die Volks- und Hauptschule und anschließend von 1957 bis 1961 die Fachschulklasse für Grafikdesign an der Kunstgewerbeschule Graz. Dort war er ein Schüler von Franz Rogler, Rudolf Spohn, Rudolf Szyszkowitz, Franz Trenk und Hans Wolf. Später setzte er seine künstlerische Ausbildung an der Universität für angewandte Kunst Wien fort, wo er 1968 mit dem Diplom abschloss. In den Jahren 1968–1969 führte ihn ein Stipendium an die Akademie der Schönen Künste in Warschau. Von 1970 bis 1976 war er Gebrauchsgrafiker, Zeichner, Illustrator und Assistent an der Universität für Angewandte Kunst in Wien.
1976 kehrte er nach Arnfels zurück und arbeitet seitdem als freischaffender Künstler, als Zeichner, Maler, Bildhauer und Schriftsteller. Von 1977 bis 1989 war er Mitherausgeber der Kulturzeitschrift Sterz.
Brettschuh malt in Öl, Mischtechnik, Aquarell und Pastell. Zudem gehören Zeichnungen und Holzschnitte zu seinem Gesamtwerk. Als Motive dienen ihm insbesondere Menschen und die südsteirische Landschaft. Er illustrierte eigene Publikationen sowie unter anderem Werke von Alois Hergouth.
Er ist seit 1983 in zweiter Ehe mit der Malerin, Grafikerin und Architektin Christiane Muster-Brettschuh (* 1949) verheiratet. Er hat zwei Söhne und eine Tochter.

## Lehrtätigkeiten
- 1971–1975: Universität für Angewandte Kunst, Wien, Meisterklasse für Grafik
- 2000:      Gastprofessur Fachhochschule Hamburg (FB Gestaltung), Pentiment
- 2005–2006: Gastprofessur Universität Innsbruck – Institut für experimentelle Architektur/studio3, Volker Giencke
- Seit 2004: Hortus Niger, Internationale Sommerakademie in Halbenrain

## Werke

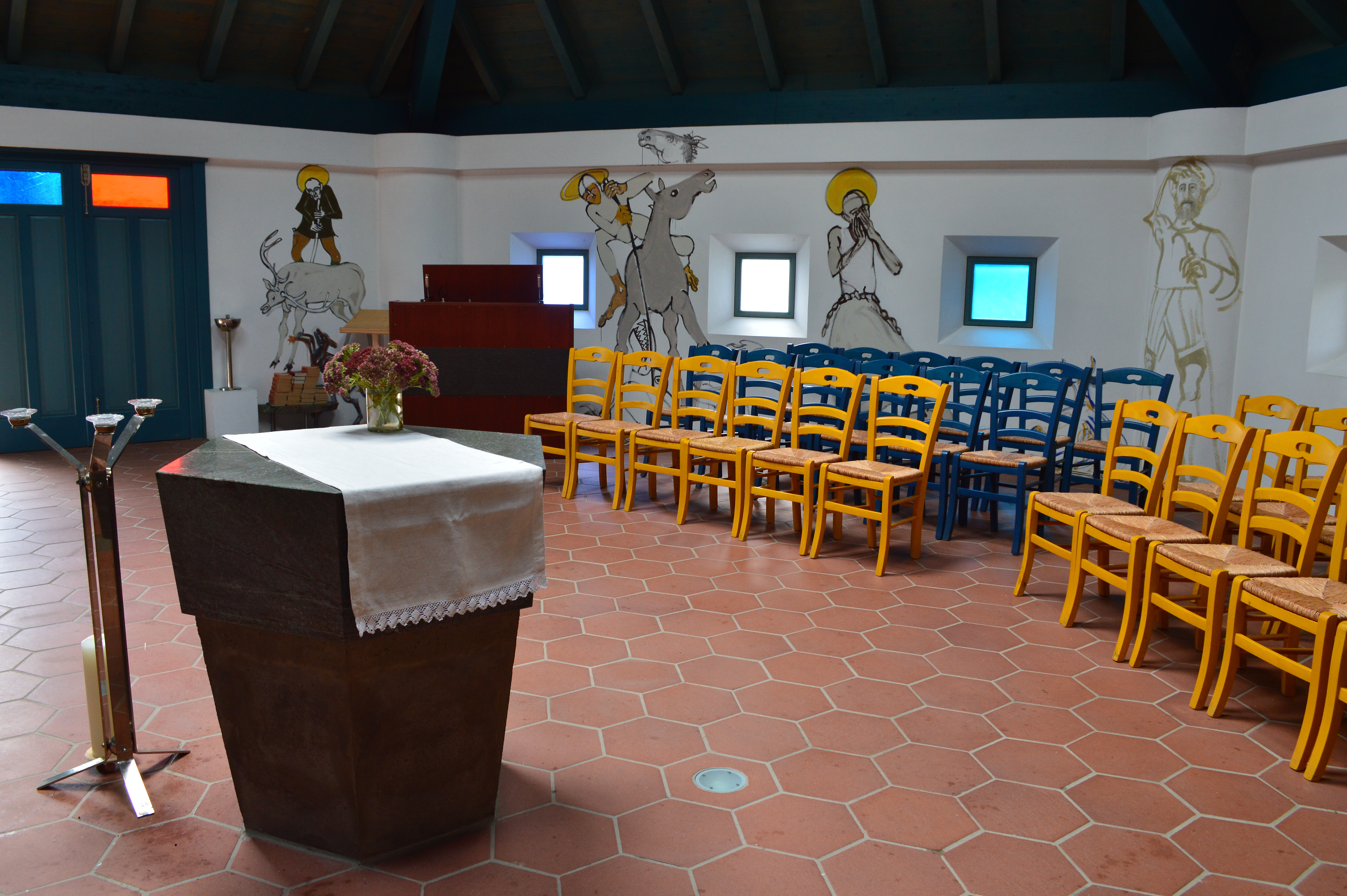
Wandmalereien in der Emmaus-Kapelle in Wernersdorf

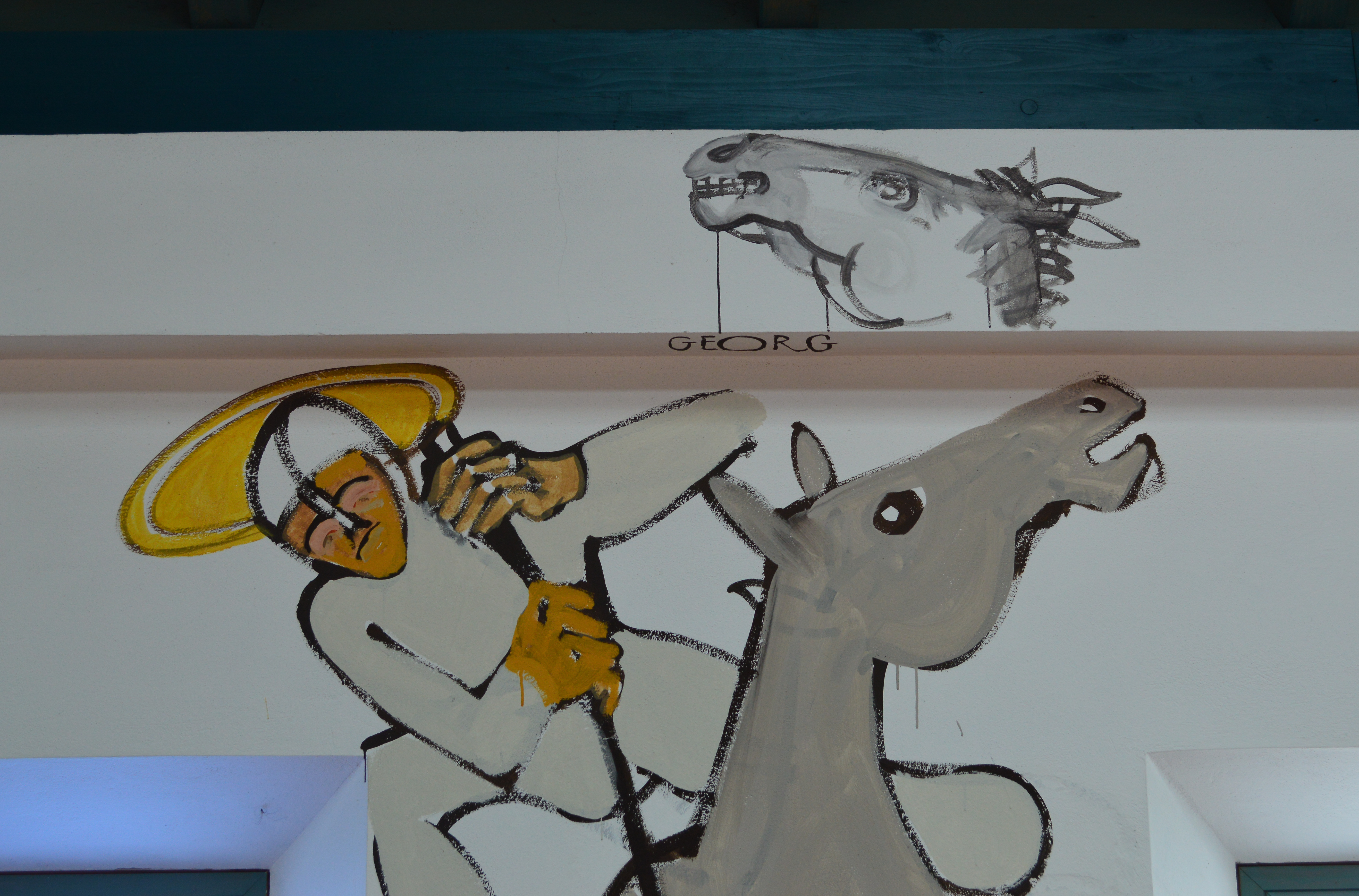
Detail der Wandmalerei

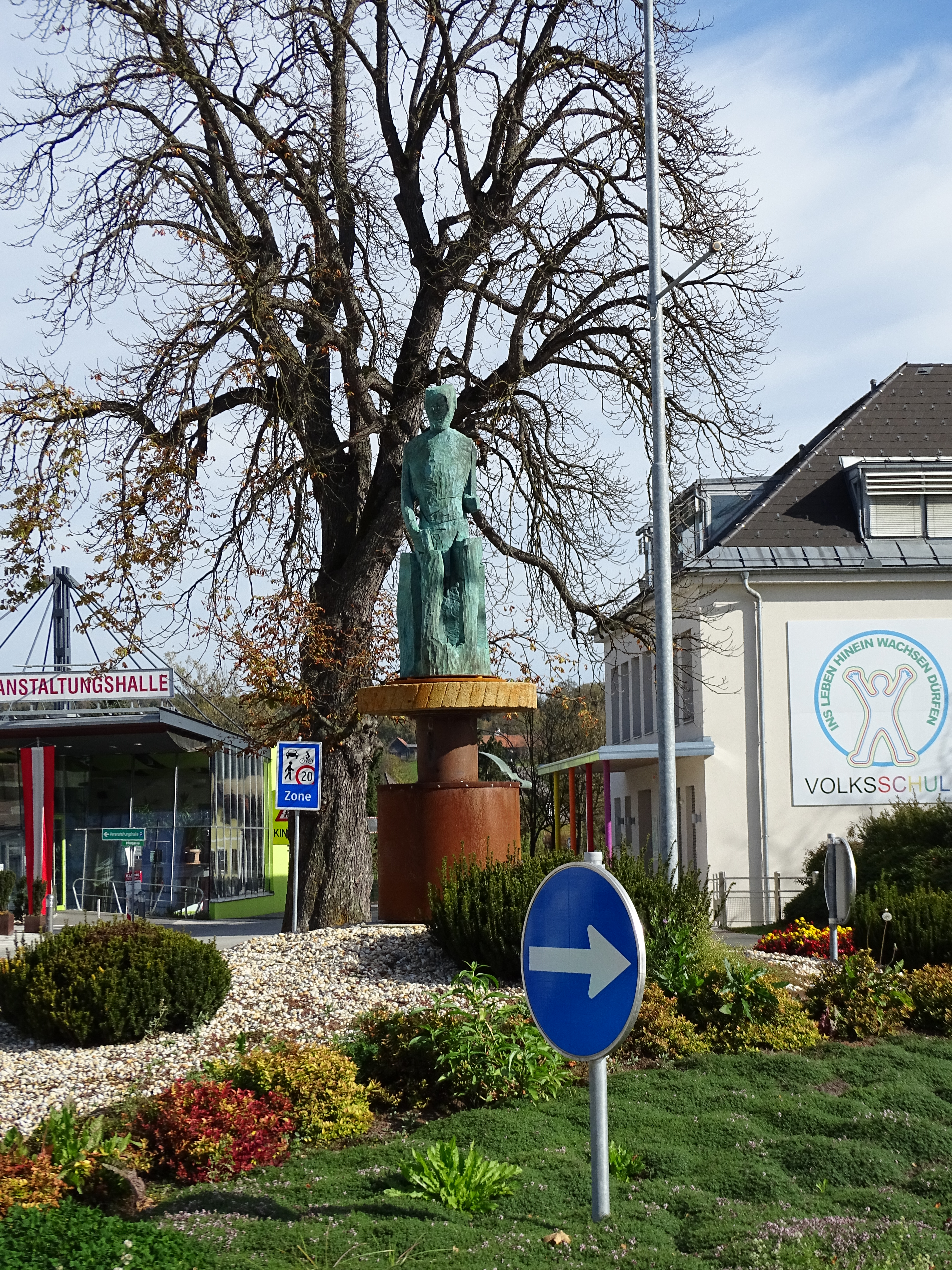
Statue „Liubócha“ in einem Kreisverkehr in Lieboch

- 1993: Wandmalereien und Kreuz, Emmauskapelle Wernersdorf, Gemeinde Wernersdorf
- 1998: Kreuzweg (Kreuzabnahme), Edelsbach bei Fürstenfeld
- 2004: Totentanz (Aufbahrungshalle), Mureck
- 2005: Altarbild, Caritas-Altenheim Hubertusstrasse, Graz
- 2008: Franziskus-Glasfenster, Pfarrkirche Frohnleiten
- 2010: Müder Wanderer (Bronzefigur), Wernersdorf
- 2016: Liubócha (Statue), Kreisverkehr in Lieboch

Publikationen
- 1980: Ein Jodler für Johann, edition Sterz
- 1983: Füllen der Leere, ADEVA
- 1985: Kunstkalender Landis und Gyr 1986, Landis und Gyr
- 1987: 24 Bilder, ADEVA
- 1987: Boxbilder, edition Sterz
- 1990: Out of Arnfels, Verlag Leuschner&Lubensky
- 1991: Jahr für Jahr, ADEVA
- 1992: „Mein Land“, Galerie Marschalek, Wien
- 1993: Bogenstrich und Linie, Faksimilie-M, Angerer Musikfrühling
- 1994: Frauenschuh, ADEVA
- 1994: Hommage aux Skythes, Sterz 65
- 1995: Sladka Gora, ADEVA
- 1996: Aufzeichnungen, Verlag Leykam
- 1996: Zeichnungen aus dem Balettsaal, Faksimilie-M, Ed. O-Haase
- 1997: Argamak und Luza, Löcker Verlag, Wien
- 1998: Menschbilder, Sterz80
- 1999: Edition Thurnhof Nr .56
- 2000: Grazer Kunstkalender 2000, Reproteam
- 2000: Wsystko na sprzedasz (Alles zu verkaufen), Land Steiermark
- 2000: Huronen und Andere, Verlag Löcker
- 2001: Paysages styriens, Land Steiermark
- 2005: Mein Land, Verlag Bibliothek der Provinz
- 2006: Mein Spielzeug, Verlag Bibliothek der Provinz
- 2006: Weinland, Raiffeisen Landesbank
- 2007: Maler und Modell, Verlag Bibliothek der Provinz
- 2009: Grenzland (Diplomarbeit Ans Wabl), Verlag Leykam
- 2009: Die Kreisgeher, Verlag Leykam
- 2010: Odysseus kommt, Verlag Bibliothek der Provinz
- 2010: Venusbretter, Verlag Bibliothek der Provinz
- 2011: Elfter Februar, Verlag Leykam
- 2011: Venusbretter 2, Verlag Bibliothek der Provinz
- 2014: Venusbretter 3, Verlag Bibliothek der Provinz
- 2016: Landschaft, Verlag Bibliothek der Provinz
- 2017: Horsemen, Verlag Bibliothek der Provinz
- 2018: Figuralien, Verlag Bibliothek der Provinz
- 2019: Leib und Seele, Verlag Bibliothek der Provinz
- 2020: Diana und Aktaion, Verlag Bibliothek der Provinz
- 2020: Wasserfarbfrauen, Verlag Löcker
- 2021: Der Kosmos des Gerald Brettschuh, Verlag Leykam